# 冬物語 (漫画)
『冬物語』（ふゆものがたり）は、原秀則の漫画。1987年から1990年まで『少年ビッグコミック』およびその後継誌『ヤングサンデー』にて連載された。第33回小学館漫画賞を受賞している。
連載中に映画化され、1989年に公開された。

## あらすじ
森川光は日東駒専レベルを含む5つの私大を受験したものの、偏差値が最低レベルといわれる八千代商科大まで全て不合格となり、浪人生になる。予備校へ通うため、受付で順番を待っていた際、前列に居た雨宮しおりに一目惚れをし、雨宮と同じコースを選択することを決める。そこが東大専科コースとは知らずに…。

## 登場人物
※「演」の記述は映画版
森川 光（もりかわ ひかる）演 - 山本陽一
主人公。5つの大学を受験するも全て落ち、当時付き合っていた彼女にまで捨てられた末、浪人生活に突入する。性格は典型的な優柔不断であり、場の雰囲気に流されやすいタイプ。予備校で偶然出会ったしおりに一目惚れ以来、東大専科コースを選択していたが、私大文系コースに移る。一浪の末、八千代商科大学に合格し、不本意ながらも入学する。しかし日東駒専に対する未練があり、八千代商科大学を休学、実質的に二浪の末、専修大学に補欠合格して入学する。
雨宮 しおり（あまみや しおり）演 - 水野真紀
ヒロイン。おとなしめで思いやりのある性格。北海道から上京。高校時代の先輩で交際中の圭一の後を追い東大を目指していたが、浪人する。全国模試において連続1位をとれるほどの秀才。光には告白されるも振った形になるが、一時期 圭一とも別れ進路を見失うも、光に励まされ再び東大を目指す。二浪の末、東大へ入学する。
倉橋 奈緒子（くらはし なおこ）演 - 宮崎萬純
もう1人のヒロイン。勝気な性格で、情が深い。私立文系コースを受講。兄２人に続き慶應大を目指してはいるものの、仲間と毎日遊んでばかりの日々を過ごす。ひょんなことから光と出会い、だんだんと意識していく。二浪の末、慶大医学部医学科に合格するものの、父親を見返すための受験だったため入学することはなかった。光やしおりより1歳上。
高山 淳（たかやま じゅん）
奈緒子と同じアルバイト先で働く高校生。早慶クラスの大学へ現役合格する事を約束に、奈緒子に近づこうとする。明るく積極的な性格で成績も優秀。慶大に現役合格を果たすものの入学辞退し、後期日程にて合格した東大に入学する。
田代 圭一（たしろ けいいち）演 - 斉藤隆治
しおりの彼氏にして、東大生。しおりとは高校が同じ。

## 作品中に登場する大学
日東駒専や東大や慶大などについては作品中で実名で登場するが、偏差値が最低レベルと嘲笑された大学は架空の名称にされている。
なお、作品中では日東駒専の「東」は東洋大学ではなく、東海大学として取り扱われている。

## 映画
1989年4月15日公開で東宝にて映画化された。同時上映は『YAWARA!』。
興行的には失敗であったとされ、東宝の正月興行がアイドル映画からゴジラ映画へ転換する一因となった。

### 出演
- 森川光 - 山本陽一
- 倉橋奈緒子 - 宮崎萬純
- 雨宮しおり - 水野真紀
- 田代圭一 - 斉藤隆治
- 森川仙吉 - 犬塚弘
- 予備校副理事長 - 室田日出男
- 進学指導員 - 斉藤晴彦
- 侑子 - 浅茅陽子
- 倉橋由子 - 江波杏子
- 倉橋達夫 - 柳生博
- 鈴木ヒロミツ、彦摩呂、加瀬悦孝、草野大吾、下林山守、立原ちえみ、掛田誠、松永てるほ ほか

### スタッフ
- 監督 - 倉内均
- 脚本 - 前田順之介
- 原作 - 原秀則
- 製作 - 伊藤伴雄、富山省吾
- 撮影 - 林淳一郎
- 美術 - 中澤克巳
- 音楽 - 原田末秋
- 録音 - 橋本泰夫
- 照明 - 前原信雄
- 編集 - 飯塚勝
- 助監督 - 鈴木元、杉山泰一、篠原哲雄、城本俊治、三好義照
- スチール - 竹内健二
- マウンテンバイクアドバイザー - 鷺田紀夫、塚本岳
- 音楽プロデューサー - 岩瀬政雄
- 現像 - 東京現像所
- タイトル - マリンポスト
- スタジオ - にっかつ撮影所
- 撮影協力 - 日本エアシステム、北海道旅客鉄道、釧根開発・釧根開発運輸、阿寒バス、代々木ゼミナール、東洋大学
- プロデューサー - 庄司隆三
- 製作 - 東宝映画、フィルムフェイス